# Oberea erythrocephala
Oberea erythrocephala là một loài bọ cánh cứng trong họ Cerambycidae.

## Hình ảnh

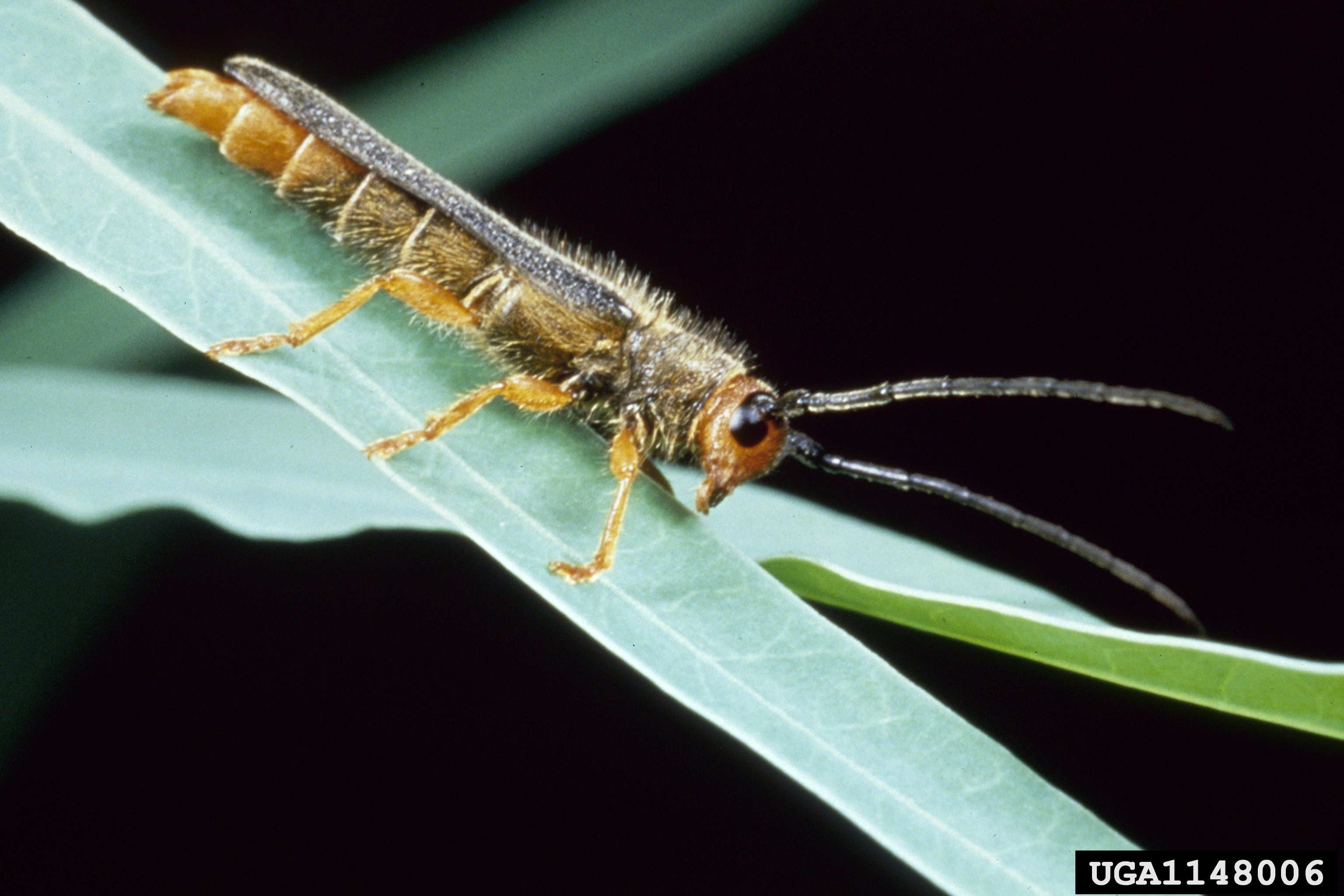
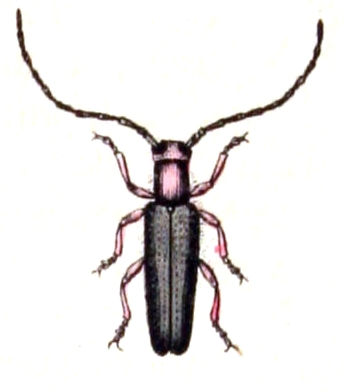
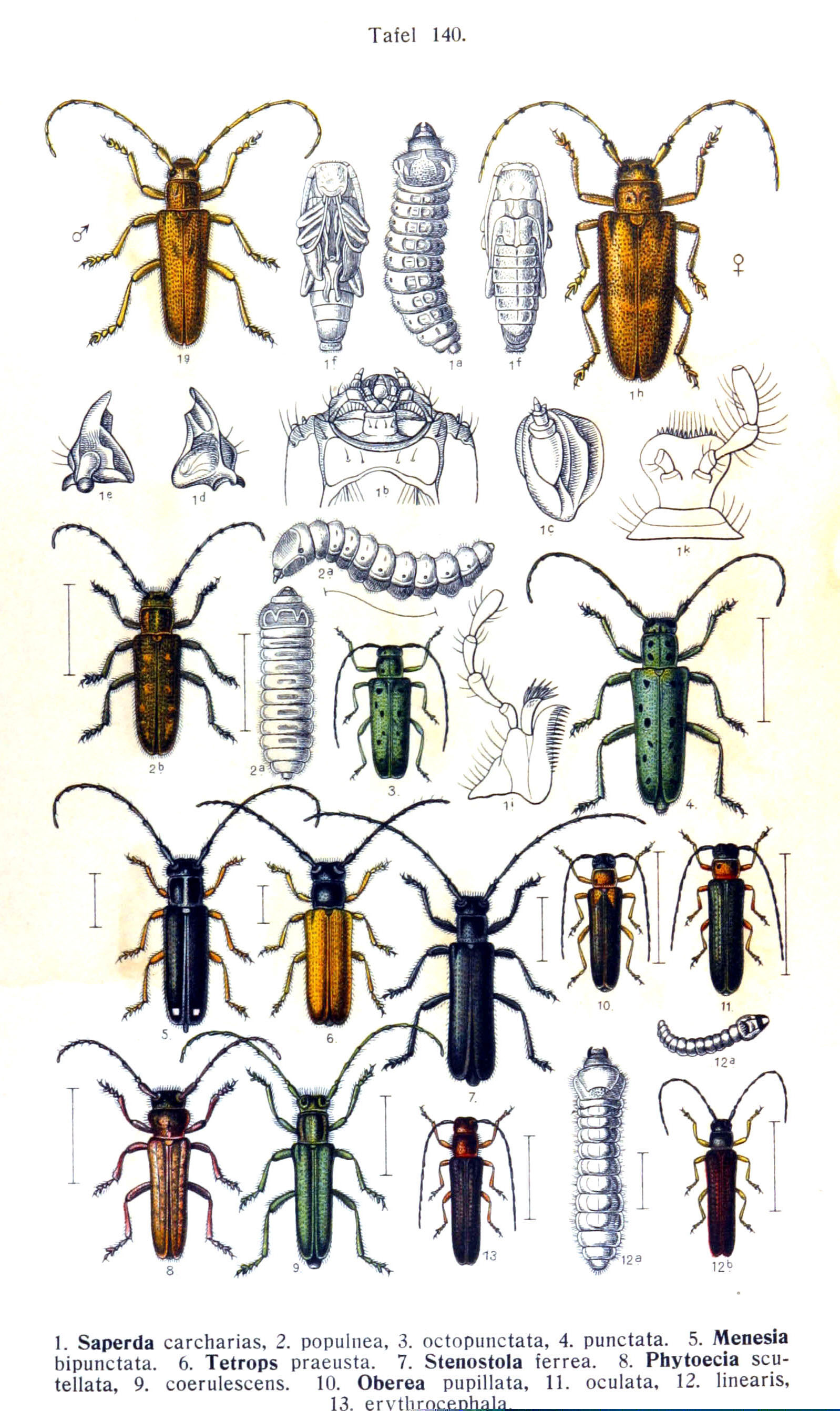